# Leonardo Gallucci
Leonardo Gallucci (Aprigliano, 12 ottobre 1911 – Pleu i Kieve, 2 dicembre 1940) è stato un militare italiano, decorato con la medaglia d'oro al valor militare alla memoria.

## Biografia
Nativo di Aprigliano e figlio di Rocco Gallucci e di Maria De Rosa, visse alcuni anni a San Mauro Marchesato e infine a Crotone, sua città d'adozione. Ottenuto il diploma come perito agrario all'istituto "Giuseppe Gangale" di Cirò Marina, intraprese la carriera militare entrando nel 207º Reggimento fanteria "Taro", dove in seguito verrà spedito a combattere sul fronte greco.
Morì in battaglia a Pleu i Kieve, nei pressi del villaggio di Lirishtë (l'odierna Kaçanik, in Kosovo), il 2 dicembre 1940.

### Cerimonia commemorativa
Il 14 giugno 2001, l'amministrazione comunale di Crotone guidata allora da Pasquale Senatore organizzò una cerimonia commemorativa congiunta a ricordo sia del tenente Gallucci che del capitano di corvetta Mario Ciliberto, in cui vennero scoperte due lapidi marmoree con sopra due epigrafi, situate entrambe in discesa Castello.